# Симфония № 1 (Айвз)
Симфония № 1 до мажор — сочинение американского композитора Чарльза Айвза, написанное в 1898 году.
Симфония содержит аллюзии-реминисценции на классические симфонические произведения XIX века. Так, в первой части угадывается стилистическое влияние «Неоконченной симфонии» Франца Шуберта. Вторая часть соотносится с медленной частью Девятой симфонии Антонина Дворжака. Третья часть симфонии Айвза напоминает скерцо Феликса Мендельсона. Финал же обнаруживает влияние марша из Шестой симфонии Петра Чайковского.
Состав оркестра симфонии: 2 (или 3) флейты, 2 гобоя, английский рожок, 2 кларнета, 2 фагота, 4 валторны, 2 трубы, 3 тромбона, туба, литавры, струнные.

## Структура
Симфония состоит из 4-х частей общей продолжительностью 30 минут:
- I. Allegro (10 мин.)
- II. Andante. Adagio molto — Sostenuto (9 мин.)
- III. Scherzo. Vivace (3 мин.)
- IV. Finale. Allegro molto (8 мин.)[источник не указан 3480 дней]

## Записи
Симфония неоднократно записывалась, в том числе под управлением Эндрю Литтона, Зубина Меты.